# Traubach-le-Bas
Traubach-le-Bas (en alsacià Needertröibàch) és un municipi francès, situat a la regió del Gran Est, al departament de l'Alt Rin. L'any 1999 tenia 393 habitants.

## Demografia
| 1962 | 1968 | 1975 | 1982 | 1990 | 1999 |
| ---- | ---- | ---- | ---- | ---- | ---- |
| 339  | 346  | 332  | 349  | 366  | 393  |

## Administració
| Període | Identitat            | Partit |
| ------- | -------------------- | ------ |
| 2001-   | Jean Claude Bischoff |        |